# Trần Quang Đức
Trần Quang Đức (sinh năm 1985 tại Hải Phòng) là một tác giả và dịch giả Việt Nam.

## Tiểu sử
Trần Quang Đức (陳光德), hiệu Vân Trai (雲齋), sinh ngày 16 tháng 05 năm 1985 tại thành phố Hải Phòng trong một gia đình có truyền thống Nho phong. Thuở nhỏ, anh bắt đầu được ông nội hướng dẫn tự học và đọc Hán tự, sau đó tiếp thụ thêm các kiến thức về chữ Nôm.
Năm 2003, anh tốt nghiệp trường THPT Thái Phiên (Hải Phòng), sau đó thi đỗ trường Đại học Ngoại ngữ Quốc gia Hà Nội. Năm 2004, anh đoạt giải nhất cuộc thi Nhịp cầu Hán ngữ nên nhận học bổng sang du học Đại học Bắc Kinh. Sau bốn năm lưu học ở Bắc Kinh, anh hồi hương và công tác tại Viện Văn học.

## Sự nghiệp
Năm 2010, trong một lần tầm khảo tại thư khố Viện Hán Nôm, Trần Quang Đức vô tình phát hiện một thủ cảo của tác gia Liễu Am Trần Danh Án nhan đề Tây Sơn hành (Tản Ông di tập, A.2157, TVVHN). Đây kì thực là một dâm thi mường tượng đêm tân hôn của Quang Trung đế và Ngọc Hân công chúa nhằm bỉ bác triều Tây Sơn. Sự phát hiện này cung cấp thêm một áng văn đặc sắc cho dòng văn chương thời Lê mạt vốn ít cứ liệu.
Cận tết nguyên đán 2014, dư luận đả kích Ngân hàng TMCP Sài Gòn (SHB) in tờ lịch có nội dung "sai lịch sử" hồ Hoàn Kiếm khi nói rằng vua Lê cầm kiếm đuổi rùa. Khi được báo giới phỏng vấn, Trần Quang Đức dẫn các sách Sơn cư tạp thuật, Tang thương ngẫu lục, Đại Nam nhất thống chí, Hà thành kim tích khảo để giải thích rằng: Đây chỉ là truyền thuyết chứ không phải lịch sử. Vả chăng, tình tiết "vua Lê trả kiếm" chỉ xuất hiện sớm nhất ở đầu thế kỉ XX trong Quốc văn giáo khoa thư, phỏng theo một chi tiết trong truyền thuyết Arthur. Trước thế kỉ XX, mọi thư tịch đều nói rằng, vua Lê cầm kiếm đuổi rùa hoặc ném rùa, vì thế nội dung lịch chí ít khớp với cổ thư.
Sau đó ít lâu, giữa năm 2014, Trần Quang Đức quyết định rời Viện Văn học, hạ quyết tâm trở thành một nhà nghiên cứu tự do, và tiến hành hợp tác dài hạn với Công ty Cổ phần Văn hóa và Truyền thông Nhã Nam. Cũng trong thời gian này, anh mở lớp dạy Hán Nôm tự do, thu hút một lượng lớn học sinh từ nhiều lứa tuổi theo học, trong đó chiếm phần đông là những người trẻ thuộc thế hệ 8x, 9x. Trong quá trình giảng bài, ngoài truyền thụ những tri thức Hán Nôm phổ quát, Trần Quang Đức còn lôi cuốn người nghe bởi phong cách dạy trẻ trung, thân cận; đồng thời gây khác biệt với những lớp học truyền thống bởi ý thức giáo dục mới lạ của mình. Anh được dư luận những năm này coi là một giảng viên có xu hướng cổ vũ học sinh phát triển những phản biện trong khóa học với phương châm "học thuật luôn cần sự ngờ vực", và rằng một văn hóa hay lịch sử chỉ dựa trên chiến tranh chém giết thì chỉ là thứ lịch sử văn hóa quá sức độc hại, "không ích lợi gì cho muôn một".
Trên Facebook cá nhân cũng như thông qua nhiều phương tiện truyền thông khác, Trần Quang Đức duy trì việc đăng tải các nội dung có liên quan đến việc khai thác tư liệu Hán Nôm nhằm đưa bộ môn này tới gần hơn với công chúng phổ thông. Ngoài ra, anh cũng là một trong số ít học giả tương đối phóng khoáng trong việc đưa ra những phản biện và đối thoại xung quanh những vấn đề liên quan đến lịch sử được công luận quan tâm, tới mức bị một số nhà nghiên cứu chê là "liều".
| “                | Tôi muốn nói rằng lịch sử không chỉ có các cuộc chiến tranh. Xưa nay, sử chiến tranh được chúng ta giảng quá nhiều, Vô hình trung lại phản tác dụng, khiến người học mệt mỏi với quá khứ. Học lịch sử không phải chỉ để yêu tổ tiên, để tự hào dân tộc. Lịch sử là những sự thật đã diễn ra trong quá khứ – người ta đã ăn thế nào, ngủ thế nào, mặc thế nào [...] Những lát cắt về đời sống như thế sẽ làm diện mạo lịch sử muôn màu muôn vẻ, cuốn hút người trẻ hơn rất nhiều so với sử giáo điều, sử chiến tranh. | ” |
| — Trần Quang Đức | |   |

— Vân Trai Trần Quang Đức, Áo xiêm chưa đổi hết, sách vở còn nguyên sao?, Hà Nội, 2016
Anh bắt đầu được công luận Việt Nam chú ý với ấn phẩm Ngàn năm áo mũ, một công trình chuyên khảo lịch đại y quan An Nam từ quốc sơ tới trung đại mạt kì. Những cứ liệu này đồng thời dẫn tới sự phản bác thành kiến bài xích Nho học, Hán tự và cả lịch sử văn học trung đại mà dư luận từ đầu thập niên 2000 duy trì tới thời điểm 2013 – khi sách được công bố. Tác phẩm này cũng lập tức khơi dậy trong giới trẻ trào lưu tìm về cội nguồn phong hóa Việt Nam vốn đã mai một từ thời kì lãnh chiến tang thương.
Ngàn năm áo mũ trở thành hiện tượng sách Hà Nội mùa hè năm 2013 với lượng tiêu thụ cả ngàn cuốn chỉ hai tuần sau khi xuất bản. Thành công này khiến tác gia Trần Quang Đức quyết định rời Viện Văn học công tác tại Công ty Cổ phần Văn hóa và Truyền thông Nhã Nam.
| “                                                            | Nhìn lại quá khứ, chúng ta không thể thù ghét quá khứ. Với những gì trong quá khứ thì thế hệ sau cần phải tôn trọng chứ không phải rũ sạch. Bởi nếu giờ ta không tôn trọng quá khứ của ta thì con cháu sau này cũng không tôn trọng ta. | ” |
| — Vân Trai Trần Quang Đức, tọa đàm ngày 07 tháng 10 năm 2014 | |   |

Cuối năm 2017, trong quá trình tầm khảo tư liệu giúp nghiên cứu gia Nguyễn Duy Chính soạn loạt ấn phẩm về triều Quang Trung, Trần Quang Đức công bố một bức ảnh nhỏ do nhà Sotheby's chụp năm 1981, nguyên bản là một họa phẩm của tác gia Mậu Bính Thái, dựa theo lạc khoản để xác định là Tây Sơn Thái Tổ hoặc người đóng giả. Bức ảnh này nhằm minh diễn giả thuyết của tác giả Nguyễn Duy Chính rằng người sang mừng khánh tiết Thanh Thế Tông đế vẫn là Tây Sơn Thái Tổ chứ không phải "giả vương nhập cận".
Trước sự công kích miệt thị của dư luận, anh Trần Quang Đức nêu hai quan điểm: Chí ít họa phẩm cho cái nhìn khách quan nhất về bào phục đế vương triều Tây Sơn, thứ nữa, vua Quang Trung đâu nhất thiết phải cao to vạm vỡ như dân gian hiện đại tô vẽ. Đồng thời, ông khẳng định mình chỉ cung cấp tư liệu mới chứ chưa vội xác quyết dung mạo vua Quang Trung hay không, và phản bác những ý kiến ấu trĩ cho rằng triều Thanh cố ý bôi xấu hình ảnh vị quân vương này.

## Trứ tác
Thi phú
- Thuật hoài (懷懷, 2010)
- Dữ chư văn sĩ hoan ẩm hậu kí (與諸文士歡飲後記, 2010)
- Gặp bọn dân phòng chặn xe vòi tiền (遭民防挡车索犯规费, 2010)
- Xa phu hành (車夫行, 2011)
- Bán dạ dự Vô Công Khuất Lão Nam Long hoan ẩm hậu cảm (半夜與無公屈老南龍歡飲後感, 2011)
- Trường tương ức (長相憶, 2011)
- Khỏi ốm (2011)
- Nhớ Khuất Lão (憶屈老, 2011)
- Với Khuất Lão (與屈老, 2011)
- Không cầm (空琴, 2012)
- Như Hoằng Hóa hải than hữu cảm (如弘化海灘有感, 2012)
- Chiều hẹn Tử Hư ở Hàng Giấy (暮會子虛於紙鋪, 2012)
- Tặng Tiếu Chi sơn phòng chủ nhân (贈笑之山房主人, 2012)
- Vô ngữ chi thu (無語之秋, 2012)
- Mộng hải (夢海, 2014)
- Cảm tác trước thành nhà Hồ (2014)
- Trùng dương (2015)
- Hạ Tiếu ông nhi lập chi niên (賀笑翁而立之年, 2016)
- Diêu hạ Nguyễn Trách Am đản thần thi nhất thủ (遙賀阮窄庵誕辰詩一首, 2016)
- Chơi chùa Linh Ứng (游靈應寺, 2017)
- Điểm hoa trà chiến (點花茶戰, 2020)

Tùng văn
- Phá chấp luận (破執論, 2010)
- Đại Việt quốc Lý gia Thái Tổ hoàng đế thiên đô kỉ sự bi (大越國李家太祖皇帝遷都紀事碑, 2010)
- Cao Trai nhàn lục (高齋閑錄, 2011)
- Đồng Tử Hư tả Lậu Thất Minh (同子虛寫《陋室銘》, 2012)
- Vân Trai tùng thoại (雲齋叢話, 2012)
- Vân Nang tiểu sử (雲囊小史, 2013)
- Du Kim Sơn động kí (游金山洞記, 2017)

Ấn bản
- Ngàn năm áo mũ[8][9] (千古衣冠, 2013) – Chuyên khảo
- Vân Trai vô đề tuyển lục (雲齋無題選錄, 2015) – Truyện kí
- Mộng vân tập (夢雲集, 2018) – Thi tuyển
- Chuyện Trà – Lịch sử một thức uống lâu đời của người Việt (2021) – Chuyên khảo

Dịch phẩm
- Trà kinh (茶經, 2008)
- Lão đồ nhi (老徒兒, 2011) / Nguyên tác Ông đồ, Vũ Đình Liên, Tinh Hoa báo, 1936
- Khuynh thành chi luyến (傾城之戀, 2011)
- Vũ trùng giác thắng kí (羽蟲角勝記, 2012)
- Kinh Sở tuế thì kí (荊楚歲時記, 2012)
- Tràng An loạn (長安乱, 2012)
- Tây Sơn hành (西山行, 2013)
- Sử kí – Bản kỉ[10] (史記·本紀, 2014)
- Tinh Tuyệt cổ thành (精绝古城, 2015)